# چسکی کروملوف
چسکی کروملوف (به چکی: Český Krumlov) یک شهر در جمهوری چک است که در منطقه بوهمی جنوبی واقع شده‌است.

## خصوصیات
چسکی کروملوف ۱۴٬۰۵۶ نفر جمعیت دارد.

## خواهرخوانده
شهرهای سلونی گرادتس، Llanwrtyd Wells، سن جیمینیانو و میامی بیچ، فلوریدا خواهرخوانده‌های چسکی کروملوف هستند.